# Esguevillas de Esgueva
Esguevillas de Esgueva – gmina w Hiszpanii, w prowincji Valladolid, w Kastylii i León, o powierzchni 41,52 km². W 2011 roku gmina liczyła 288 mieszkańców.